# Farbstimmung
Die Farbstimmung ist die Farbempfindlichkeit des Sehorgans, die an die Farbverteilung im Gesichtsfeld angepasst ist.

## Adaption
Der neutrale Adaptionszustand des Auges wird nur nach zwei bis fünf Minuten, maximal zehn Minuten im Dunklen erreicht. Erst dann kann unter Laborbedingungen eine normale Farbreizfunktion ermittelt werden.
Die chromatische Adaption ist für das Aussehen der Farben von Bedeutung und ermöglicht erst das Farbensehen.
Bei farbiger Beleuchtung des gesamten Gesichtsfeldes erscheinen die Farben kräftig und gesättigt. Die natürlichen Farben behalten auch nach längerem Aufenthalt in einer Umgebung mit gefärbter Beleuchtung ihren Farbeindruck. Bei nicht-neutraler Beleuchtung kommt es zur Farbumstimmung: die Farben werden ungesättigter und in Richtung der Gesichtsfeld-Beleuchtung verschoben, Farbtöne im Bereich der Gegenfarben werden gesättigter.
Werden nur Teile des Gesichtsfeldes einer farbigen Beleuchtung ausgesetzt, so kommt es zur farbigen Lokaladaption, also zur lokalen Umstimmung.

## Farbumstimmung
Farbumstimmung ist im Gegensatz zur Farbverzerrung ein Anpassungszustand des Auges, ein psychologischer Effekt. Das Auge passt sich an die eventuell farbige Allgemeinbeleuchtung des Gesichtsfeldes an. Dieser Effekt ist dem Farbreiz nachgeordnet. Befindet sich der Beobachter in einer Umgebung mit gefärbter Beleuchtung, so erscheint nach geraumer Zeit alles wieder in gewohnter Farbe. Stichworte hierzu sind Persistenz der Farbgleichung und der Koeffizientensatz von Johannes von Kries. Die Graßmannschen Gesetze behalten ihre Gültigkeit. Die Stimmung ändert die Farbvalenz nicht: Farbkonstanz. 
Überzeugen kann man sich hiervon im stark abgedunkelten oft roten Licht einer Nachtbar oder in der Umstimmung von neutralweißem Leuchtröhrenlicht zu Kerzenlicht.

## Farbwandlung
Die Farbwandlung ist die Änderung der Farbempfindung unter dem Einfluss einer Farbumstimmung. Diese tritt auf, wenn die Lichtart wechselt oder wenn größere farbige Flächen im Gesichtsfeld verändert werden.
Ist das Gesichtsfeld vorher oder gleichzeitig nicht neutral beleuchtet oder das Auge noch umgestimmt, so verlieren Farbtöne nahe der Beleuchtungsart an Sättigung und scheinen der Beleuchtungsfarbe ähnlicher, die zur Beleuchtungsfarbe entgegengesetzten Töne gewinnen jedoch an Sättigung; die Farbvalenzen ändern sich.

## Anwendung
Diese Effekte werden bei der Farbsinnuntersuchung am Anomaloskop genutzt. Hier wird die Einstellungsbreite einer Farbengleichung bei Gelb neutralgestimmt und nach Betrachtung von Rot und Grün umgestimmt.

## Quelle
- DIN 5340